# Brisingr
Brisingr, o Le Sette Promesse di Eragon Ammazzaspettri e Saphira Squamediluce è il terzo romanzo del Ciclo dell'Eredità, una saga fantasy scritta da Christopher Paolini.

## Trama
(Brisingr)
Eragon, Roran e Saphira sono in viaggio verso l'Helgrind, la dimora dei Ra'zac, dove la promessa sposa di Roran, Katrina, è stata tenuta prigioniera. Eragon cura la ferita che è stata inflitta a Roran da un Ra'zac nell'accampamento a Carvahall: insieme, si infiltrano nella fortezza e vengono attaccati dai Ra'zac. Roran riesce a ucciderne uno e assieme al cugino si introduce nei recessi della montagna dove salva Katrina. Qui Eragon, in una cella, trova anche il padre della ragazza: Sloan, il macellaio e traditore di Carvahall. Il Cavaliere decide di rimanere nell'Helgrind per uccidere il restante Ra'zac e decidere la sorte di Sloan; egli dice a Saphira di tornare dai Varden con Roran e Katrina. Rimasto solo, individua e uccide l'ultimo Ra'zac per poi lasciare l'Helgrind con il traditore. Durante la fuga dalle forze dell'Impero scopre il vero nome del macellaio e, dopo essersi consultato con la Regina Islanzadi, decide di usarlo per obbligarlo a rispettare la sua sentenza: Sloan per i crimini commessi non dovrà mai più rivedere sua figlia ed è esiliato nelle terre degli elfi, dove il Cavaliere spera che possa pentirsi fino a cambiare il proprio vero nome; Eragon non gli svela che in tal caso gli elfi gli ridaranno la vista. Senza più indugi, Eragon affronta il viaggio per ritornare dai Varden, ma nel villaggio di Agrod'est a nord di Melian incontra Arya che era partita in suo soccorso per evitare che fosse catturato dalle forze imperiali; i due tornano così, sani e salvi, al campo dei Varden. Il Cavaliere decide di porre rimedio alla maledizione che ha accidentalmente imposto a Elva, tuttavia l'impresa si rivela più ardua e complessa del previsto e il risanamento viene completato parzialmente: ora la bambina può scegliere se ignorare o meno il dolore di chi le sta attorno. Successivamente Eragon paga il suo debito verso Gedric, dal quale rubò le pelli per la sella di Saphira, e fa visita a Jeod e a sua moglie, alla quale dona una sfera d'oro con cui potrà avviare una nuova impresa commerciale che permetterà alla coppia di rifarsi una vita. Murtagh e il suo drago, Castigo, attaccano i Varden poco prima del matrimonio di Roran e Katrina. I dodici stregoni elfi, giunti all'accampamento durante l'assenza del Cavaliere, lo aiutano nella sua lotta contro Murtagh, costringendo quest'ultimo a fuggire; dopo lo scontro, Eragon celebra il matrimonio tra Roran e Katrina impegnandosi poi a rialzare il morale dei Varden visitando i feriti, tra cui un uomo con varie mutilazioni che pare aver capito molte cose grazie a una misteriosa "illuminazione".
Nasuada ordina a Eragon di partecipare all'elezione del nuovo re dei nani senza Saphira, per evitare che le spie del re si accorgano della sua assenza e invitino l'Impero ad attaccare i Varden. Eragon accetta seppur riluttante e riceve l'ordine di sostenere il candidato più favorevole alla causa dei Varden che abbia concrete possibilità di essere eletto. Quindi, scortato da Nar Garzvogh, egli impiega alcuni giorni per giungere alla rocca di Bregan, dimora dell'amico Orik (figlio adottivo del defunto Re Rothgar) che è stato eletto capoclan del Dûrgrimst Ingeitum e si è appena sposato con Vedra, guardiana e amministratrice del clan. Eragon, contravvenendo agli ordini di Nasuada, decide di non tentare di influenzare direttamente l'elezione del nuovo re, ma di affidarsi a Orik tributandogli il rispetto e la lealtà dovuta in quanto membro del Dûrgrimst Ingeitum, poiché il nano gli chiede fiducia e promette che sarà lui per primo a dare il suo voto a un altro capoclan non ostile ai Varden se non potrà essere eletto. L'elezione è lenta e difficoltosa a causa della litigiosità dei tredici clan, ma un tentativo di assassinare Eragon da parte del Dûrgrimst Az Sweldn rak Anhûin permette a Orik di sbloccare la situazione in proprio favore presentando prove agli altri capi-clan, che bandiscono l'Az Sweldn rak Anhuin e il loro leader. Dopo aver ricevuto il voto di sette clan dei nani, Orik viene eletto come nuovo re. Alla sua incoronazione partecipa anche Saphira, che offre come dono al nuovo sovrano la riparazione dell'Isidar Mithrim, che Arya aveva frantumato nel tentativo di salvare Eragon dallo Spettro Durza. Eragon e Saphira, con il permesso di Nasuada e la benedizione di Orik, tornano a Ellesméra per continuare il loro addestramento.
Eragon viene anche a conoscenza della fonte del potere di Galbatorix: gli Eldunarí, o cuori dei cuori. In sostanza essi sono un organo in cui i Draghi possono riversare la loro intera coscienza e la loro forza e sopravvivere alla morte della carne sfidando i millenni. Glaedr spiega che Galbatorix nel corso degli anni è riuscito a piegare la volontà dei Draghi in essi conservati e sfrutta la loro forza per aumentare il suo potere come un parassita. Durante il suo soggiorno nelle terre elfiche, Eragon cerca una nuova spada e dopo vane visite all'albero di Menoa scopre un macigno di acciaioluce, il metallo che Rhunön, l'elfa fabbro, utilizza per forgiare le spade dei Cavalieri, e le chiede di forgiare una nuova lama per lui. Lei accetta, capendo la gravità della situazione, ma a patto che il Cavaliere aiuti l'elfa a forgiare la sua arma affinché lei non debba infrangere il giuramento che aveva fatto all'ascesa di Galbatorix, ovvero non forgiare mai più una spada. Quindi Rhunön si impossessa della mente di Eragon e, attraverso le braccia del Cavaliere, può forgiare la spada senza infrangere il suo giuramento. Forse perché Eragon viene coinvolto nella sua creazione o perché ne ha scoperto parte del vero nome, quando decide di chiamare la spada Brisingr questa gli obbedisce e prende letteralmente fuoco. Quando Eragon decide di tornare dai Varden scopre che anche Oromis e Glaedr sono in partenza: il suo maestro spiega che è giunto il momento di opporsi a Galbatorix accanto a Islanzadi, e Glaedr fa dono del suo Eldunarí a Eragon e Saphira prima della loro partenza, dichiarando che vuole assicurarsi di fare tutto il possibile per sconfiggere Galbatorix. Durante il suo soggiorno, Eragon scopre da Oromis che suo padre non era Morzan, bensì Brom e che si era trasferito a Carvahall per proteggere Eragon.
Eragon e Saphira giungono in aiuto dei Varden, che sono impegnati nell'assedio della città di Feinster, e salvano Arya e Blodhgarm, il capo dei maghi elfi, da un accerchiamento di soldati imperiali. Eragon e Arya guidano l'assalto al castello della città e, mentre i soldati si scontrano nei cortili del palazzo, si introducono furtivamente con la speranza di catturare la governatrice Lorana e porre fine agli scontri. Giunti al suo cospetto scoprono che tre maghi fedeli al re stanno tentando di creare uno Spettro per fermare gli invasori; Eragon e Arya tentano di fermare il rito eliminando gli stregoni, ma le loro difese magiche rallentano i due, che assistono al completamento della trasformazione di un uomo in uno Spettro. Il Cavaliere all'improvviso viene travolto dai pensieri di Glaedr, che fluiscono in lui attraverso l'Eldunarí; assiste così allo scontro fra Oromis e Murtagh. Galbatorix prende il controllo di Murtagh e tiene bloccati in aria i due Cavalieri e i loro draghi. La malattia di Oromis lo tradisce in duello manifestando una delle sue crisi, che gli impedisce di schivare il fendente letale di Murtagh, che lo uccide. Glaedr, travolto dal dolore per la morte del suo compagno, si scaglia contro Castigo e Murtagh, ma il drago rosso lo schiva e lo uccide. Appena ritornato in sé, Eragon vede Arya lottare da sola contro lo Spettro, Varaug, e immediatamente l'aiuta a eliminare il mostro, che lei trafigge al cuore. Dopo il successo dell'assedio, Eragon rivela a Nasuada dell'esistenza di Oromis e Glaedr e racconta a lei e ad Arya della loro morte, svelando infine alle due donne l'esistenza degli Eldunarì e il modo per sconfiggere Galbatorix. Nasuada dichiara che il piano dei Varden è di marciare verso Belatona, quindi a Dras-Leona e da lì a Uru'baen, dove cercheranno di uccidere Galbatorix e liberare finalmente Alagaësia dalla sua tirannia.

## Personaggi principali
- Eragon: ragazzo diciassettenne, protagonista del romanzo e primo Cavaliere dei Draghi del nuovo ordine.      È il Cavaliere di Saphira e fratellastro di Murtagh.
- Saphira: dragonessa blu è la migliore confidente di Eragon.
- Roran: cugino di Eragon e figlio di Garrow. Ora sposo di Katrina.
- Murtagh: altro protagonista fratellastro di Eragon, dopo Galbatorix è il Cavaliere dei draghi più forte, figlio di Morzan e di Selena, è il cavaliere di Castigo, viene costretto da Galbatorix a combattere per lui.
- Castigo: drago rosso di Murtagh.
- Arya Dröttningu: principessa degli elfi, ambasciatrice presso i Varden e precedentemente portatrice dell'uovo di Saphira.
- Oromis: elfo, Cavaliere dei draghi nascosto dagli elfi e ultimo maestro di Eragon, non più in grado di combattere a causa delle torture subite durante la prigionia presso i Rinnegati.
- Glaedr: drago d'oro di Oromis, senza una zampa in seguito a una battaglia con i Rinnegati Kialandì e Formora.
- Orik: nano amico e protettore di Eragon. In questo libro verrà eletto Re dei nani e sposerà la nana Vedra.
- Nasuada: capo dei Varden e figlia del defunto Ajihad.
- Angela: amica di Eragon, erborista e chiromante; un personaggio molto misterioso che viaggia con il gatto mannaro Solembum.
- Katrina: figlia di Sloan, il macellaio e ora sposa di Roran.
- Elva: bambina benedetta da Eragon nel primo libro, la benedizione si è rivelata poi una maledizione poiché obbliga la piccola a sentire la sofferenza di tutti coloro che le stanno vicino e a cercare di impedirla con il rischio di sacrificarsi al posto di qualcun altro.
- Varaug: Spettro creato da tre stregoni di Galbatorix, viene ucciso da Arya.

## Le sette promesse
Queste sono le sette promesse di Eragon Ammazzaspettri e Saphira Squamediluce:
1. Liberare Alagaësia e l'ultimo uovo dalle grinfie di Galbatorix.
2. Liberare Elva dalla maledizione.
3. Tornare ad Ellesméra da Oromis.
4. Riparare lo Zaffiro Stellato.
5. Restituire il favore dell'acciaioluce all'albero di Menoa.
6. Liberare Katrina.
7. Permettere a Jeod di volare su Saphira.

## Storia editoriale
La casa editrice Random House ha annunciato il titolo in un comunicato stampa del 16 gennaio 2008: precedentemente i fan supponevano che il titolo potesse essere Empire, ossia Impero in inglese, dal momento che lo stesso autore aveva detto che il titolo avrebbe seguito lo schema dei libri precedenti, ossia una parola di sei lettere iniziante con E. Paolini afferma che ha scelto tale titolo perché è la prima parola dell'Antica lingua imparata dal personaggio di Eragon nel primo romanzo..
Il libro è stato pubblicato negli Stati Uniti d'America il 20 settembre 2008, in Italia è stato pubblicato in due diverse edizioni: un'unica tiratura in edizione limitata ad Halloween e in seguito con diverse ristampe il 3 novembre 2008.
Inoltre, Paolini ha deciso di dividere il terzo libro della trilogia in due volumi, essendo risultato quest'ultimo troppo corposo per essere relegato in un unico volume: la Trilogia dell'Eredità diventa quindi il Ciclo dell'Eredità, formato da quattro romanzi.

## Edizioni
- Christopher Paolini, Brisingr, traduzione di Maria Concetta Scotto di Santillo, collana Narrativa Ragazzi, Rizzoli, 2008,  p. 838, ISBN 88-17-02613-1.